# Antonia Fulss
Antonia Fulss (* 21. Juni 2003) ist eine deutsche Schauspielerin.

## Leben
Ihre erste Rolle hatte Fulss 2017 in dem Film Abi ’97 – gefühlt wie damals neben bekannten Schauspielern wie Axel Stein. Im gleichen Jahr war sie im Kinofilm Glück ist was für Weicheier zu sehen. In dem auf ZDF ausgestrahlten Fernsehfilm Annie – kopfüber ins Leben und den beiden Fortsetzungen hatte sie eine der Hauptrollen.
Fulss war am Residenztheater in München in den Stücken Wir sind jung. wir sind stark und Faust zu sehen.

## Filmografie
- 2017: Abi ’97 – gefühlt wie damals
- 2017: Glück ist was für Weicheier
- 2020: Um Himmels Willen
- 2020: Annie – kopfüber ins Leben (Fernsehfilm)
- 2021: Friedmanns vier
- 2021: Laim: Laim und das Hasenherz
- 2022: Annie und der verliehene Mann (Fernsehfilm)
- 2022: Annie und das geteilte Glück (Fernsehfilm)
- 2022: Der Alte – nur das beste
- 2023: Davos 1917
- 2023: Jupiter

## Theatergrafie (Auswahl)
- Wir sind jung. wir sind stark (Residenztheater, München)
- Faust (Residenztheater, München)
- WDWKW – Komm süßer Tod leg dich zu mir (Volksbühne am Rosa-Luxemburg Platz, Berlin) (P14)